# Saint-Supplet
Saint-Supplet ist eine französische Gemeinde mit 151 Einwohnern (Stand: 1. Januar 2022) im Département Meurthe-et-Moselle in der Region Grand Est (bis 2015 Lothringen). Die Gemeinde gehört zum Arrondissement Val-de-Briey und ist Mitglied im Gemeindeverband Communauté de communes Terre Lorraine du Longuyonnais. Die Bewohner werden Sulpiciens und Sulpiciennes genannt.

## Geographie
Saint-Supplet liegt im nördlichen Teil des Départements an der Grenze zum benachbarten Département Meuse, etwa 21 Kilometer nordwestlich von Val de Briey. Umgeben wird Saint-Supplet von den Nachbargemeinden Han-devant-Pierrepont im Norden, Mercy-le-Bas im Osten, Xivry-Circourt im Südosten und Süden, Spincourt (Département Meuse) im Süden und Südwesten sowie Saint-Pierrevillers (Département Meuse) im Westen. 

## Bevölkerungsentwicklung
| Jahr                       | 1962 | 1968 | 1975 | 1982 | 1990 | 1999 | 2006 | 2019 |
| -------------------------- | ---- | ---- | ---- | ---- | ---- | ---- | ---- | ---- |
| Einwohner                  | 296  | 230  | 207  | 200  | 186  | 165  | 173  | 148  |
| Quellen: Cassini und INSEE |      |      |      |      |      |      |      |      |

## Sehenswürdigkeiten
- Pfarrkirche Saint-Sulpice aus dem 14./15. Jahrhundert
- Grabeskapelle von General Georges-Louis Guinot im ehemaligen Beinhaus aus dem 16. Jahrhundert

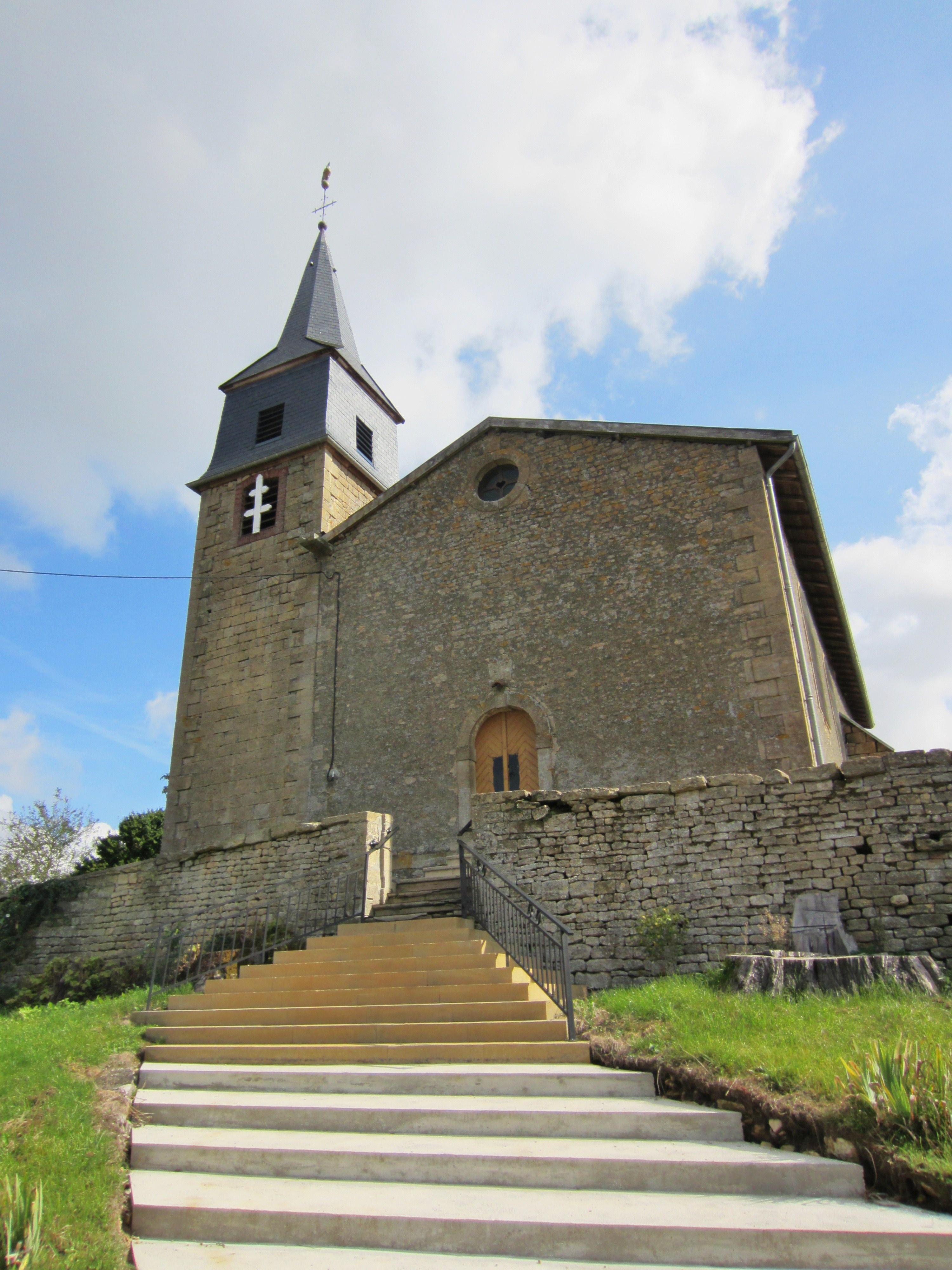
Pfarrkirche Saint-Sulpice
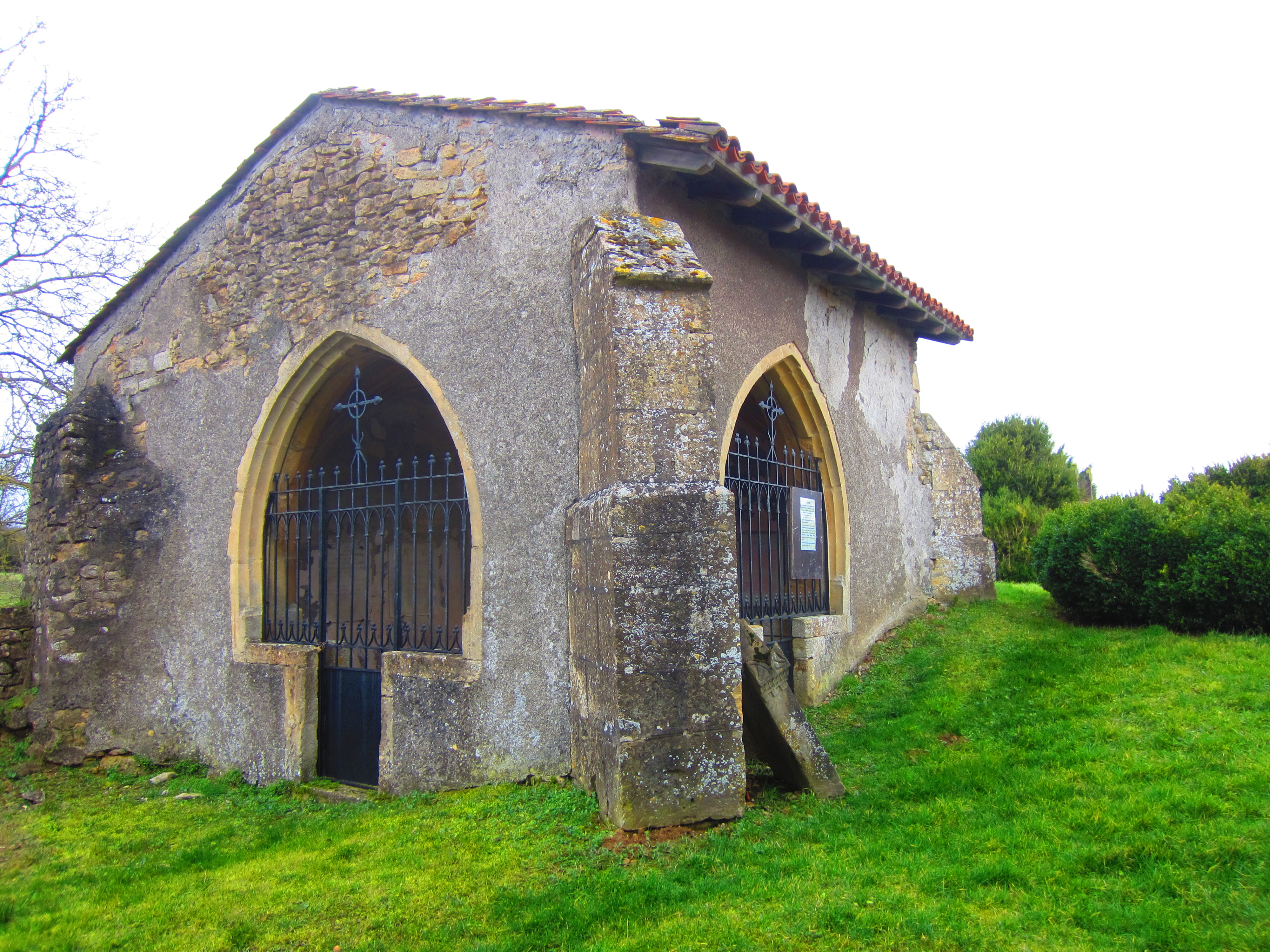
Grabeskapelle